# Dongguan
Dongguan is een stad en stadsprefectuur in de provincie Guangdong. De enorme industriestad staat internationaal bekend als “de fabriek van de wereld”. Dongguan heeft 10.466.625 inwoners. De stad is tevens onderdeel van de agglomeratie rondom Guangzhou, de Parelrivierdelta, met 72,7 miljoen inwoners de grootste metropool ter wereld.

## Bevolking
Volk
Veel van de oorspronkelijke bewoners zijn Hakka en zijn in de laatste tweehonderd jaar geëmigreerd naar gebieden buiten China. Veel zijn toen verhuisd naar Zuidoost-Azië, Macau, Hongkong en Taiwan. Zo'n 700.000 mensen in Macau, Hongkong en Taiwan komen oorspronkelijk uit Dongguan. Nog eens 200.000 mensen buiten China en de drie gebieden hebben Dongguan als jiaxiang.  En nog maar 32 grote gemeentes hebben veel Hakkasprekers. De Kantonezen nemen tegenwoordig veel gebied in qua dialect en cultuur.  
Taal
Nog maar achttien procent van de bevolking spreekt het Hakka dialect Dongguanhua. Het Standaardkantonees komt steeds vaker voor. Het meest gesproken dialect in Meizhou is het Standaardkantonees. 

## Economie
Het voornaamste middel van bestaan is de industrie, veel fabrieksarbeiders komen uit Hunan en Sichuan. Veel multinationals hebben zich in Dongguan gevestigd, zoals DuPont, Samsung Electronics, Nokia, Coca-Cola en Nestlé. Ook maken veel fabrieken laap tseung, een Chinese worst die vaak in de Kantonese keuken wordt gebruikt. De New South China Mall is het op een na grootste winkelcentrum ter wereld, na de Dubai Mall.

## Geografie
De stad ligt ten westen van de stadsprefectuur Huizhou, ten noorden van de stadsprefectuur Shenzhen en ten zuiden van de stadsprefectuur Guangzhou. 
Dongguang is verdeeld in 32 subdistricten:
- Stedelijke subdistricten: Guancheng 莞城区, Shilong 石龙镇, Humen 虎门镇, Dongcheng 东城区, Wanjiang 万江区 en Nancheng 南城区
- Landelijke subdistricten aan het water: Zhongtang 中堂镇, Wangniudun 望牛墩镇, Mayong 麻涌镇, Shijie 石碣镇 en Gaobu 高埗镇
- Havensubdistricten: Hongmei 洪梅镇, Daojiao 道滘镇, Houjie 厚街镇, Shatian 沙田镇 en Chang'an (Guangdong) 长安镇
- subdistricten op bergen: Liaobu 寮步镇, Dalingshan 大岭山镇, Dalang 大朗镇 en Huangjiang 黄江镇
- subdistricten in berggebieden: Zhangmutou 樟木头镇, Fenggang 凤岗镇, Tangxia 塘厦镇, Xiegang 谢岗镇 en Qingxi 清溪镇
- Subdistricten met veel akkers: Changping 常平镇, Qiaotou 桥头镇, Hengli 横沥镇, Dongkeng 东坑镇, Qishi 企石镇, Shipai 石排镇 en Chashan 茶山镇

## Geschiedenis
Tijdens het Neolithicum waren er al nederzettingen in het gebied van Dongguan. Nadat Qin Shi Huang China verenigde, behoorde Dongguan tot het district Kanton.
In 331 werd Dongguan een aparte district en werd het Bao'an genoemd 宝安. Bao'an is nu een district in Shenzhen. Dongguan kreeg de huidige naam in 757. Lin Zexu verbrandde bij de Humen-poort 虎门 het opium van de Engelsen.
Tijdens de Tweede Wereldoorlog was Dongguan het vestigingsgebied van de anti-Japanse verzetsgroep Dongjiangzongdui 东江纵队.
In januari 1988 werd Dongguan een stadsprefectuur.

## Sport
Basketball
Het team van de Guangdong Southern Tigers speelt in de top van de Chinese Basketball Association.
Golf
In de provincie Guangdong  zijn 61 golfbanen (2013), waarvan 8 in de stad Dongguan. Daar is onder meer de Dongguan Hillview Golf Club, waar Wocheng Ye lid is. Hij was in 2013 12 jaar toen hij als jongste speler ooit aan een toernooi meedeed van de Europese PGA Tour.

## Galerij

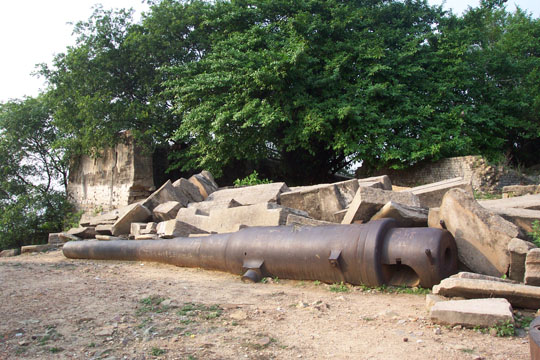
Kanon op de vervallende kanontoren Nanshanding (南山顶)
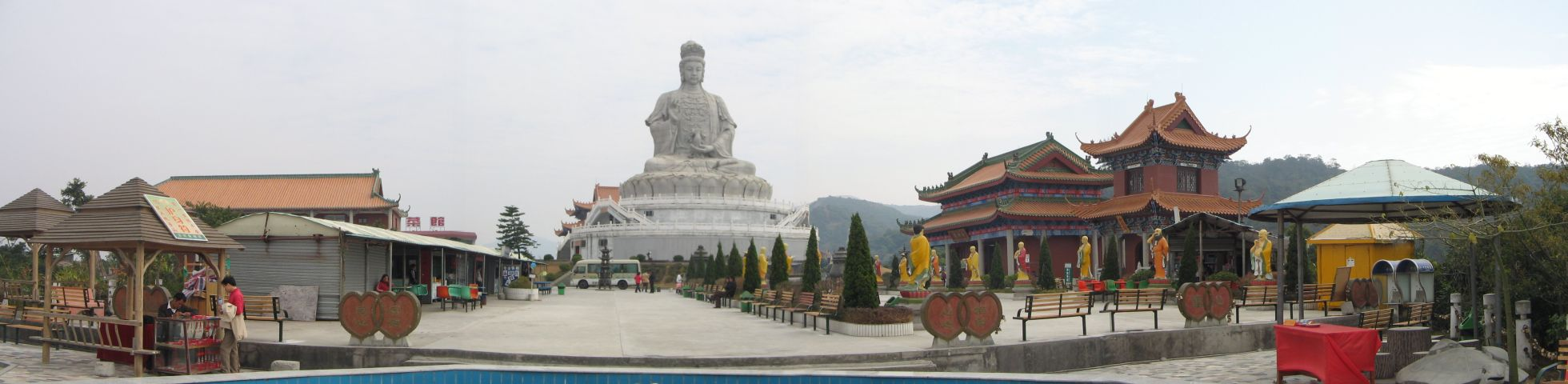
Tempel op de Guanyinshan-berg in Dongguan
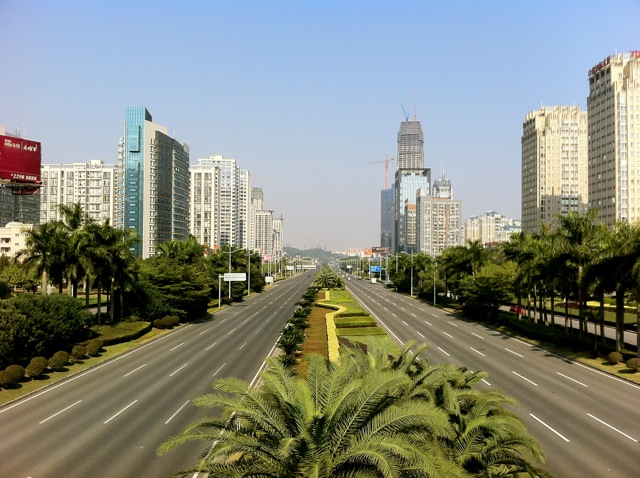